# 2011年香港僭建風波
2011年香港樓宇僭建風波是發生於2011年5月的香港，多個知名人物被揭發於他們的住所有僭建物，而涉嫌違反法律。而香港特區政府處理這連串事件的手法亦引起公眾關注。香港中文大學政治與行政學系副教授馬嶽認為政府高官接連捲入僭建事件，不但反映高官的政治意識不足，更反映高官個人操守有問題，富有卻貪小便宜，明知有政治後果卻心存僥倖。他強調屋宇署如果未能一視同仁，同時檢控僭建的高官和市民，會嚴重削弱大眾對政府的管治信心。

## 事件起因
申訴專員公署在2011年4月19日發表調查報告，批評屋宇署和地政總署就市區（包括港島和九龍）以及新界房屋有僭建物的處理手法有選擇性執法；同時該署專員黎年更指前者分別在2002年和2006年兩度沒有對丁屋有違規建築物進行積極性執法。

## 政界方面

### 政府高層官員
在僭建風波中，共有13位政府高層官員的物業涉及僭建。
| 涉及僭建的政府高官 | 現職及曾擔任過的職位 | 詳情 |
| 曾蔭權             | 前香港特區行政長官 | 被東方日報和太陽報揭發與其妻共同持有的一個位於麥當勞道64號的豪宅單位，其改建露台涉嫌僭建。 |
| 蘇錦樑             | 商務及經濟發展局局長 | 他剛接替因病辭職的劉吳惠蘭後，在7月30日被明報揭發在麥當勞道康樂大廈的寓所內涉嫌僭建。 |
| 孫明揚             | 前教育局局長 房屋及規劃地政局（現運輸及房屋局）前局長                                                                                | 被東周刊揭發，其位於跑馬地箕璉坊菽園新臺的寓所，五年前因被揭發有僭建物而遭屋宇署發出警告及釘契。 |
| 林瑞麟             | 前政務司司長 政制及內地事務局前局長                                                                                                  | 在5月18日被蘋果日報揭發，指其位於港島南區舂坎角的寓所的天台有僭建物。 |
| 潘潔               | 環境局前副局長 | 在5月18日被明報揭發在大埔汀角路的住所有三處僭建物（包括2樓及3樓原本有圍欄的露台，已全被石屎圍封並裝上玻璃窗並改建成為房間；至於天台亦興建一列玻璃屋並放置巨型太陽能熱水爐）。 |
| 曾偉雄             | 警務處處長 | 在8月25日，被明報揭發位於九龍塘的住宅物業有僭建物，並已經在2007年3月起被土地註冊處「釘契」，但仍無動於衷。 |
| 區載佳             | 屋宇署署長 | 其位於銅鑼灣大坑豪園的單位，在6月3日被明報揭發採用活趟式玻璃窗封露台，但他發表聲明解釋這改動符合法例，但遭公眾質疑這是「自改自批」之舉。 |
| 林孟達             | 發展局建築物上訴審裁小組主席 香港大律師公會主席                                                                                      | 他在6月1日被NOW新聞台揭發位於渣甸山的物業有多處僭建，並遭屋宇署釘契。 |
| 梁智鴻             | 前行政會議成員 醫院管理局前主席 | 他在5月18日被蘋果日報揭發，位於山頂加列山道8號的寓所天台被指涉嫌僭建。 |
| 周紹和             | 小額錢債審裁處主任審裁官 | 在6月24日被揭發其位於碧瑤灣的住所平台上被指僭建了木製棚架及巨型儲物櫃。。 |
| 唐英年             | 前政務司司長 | 他的父親唐翔千在5月18日被蘋果日報揭發，在九龍塘金園別墅B座地下及1樓的寓所，擅自把地牢、露台及將車位等部份改建成房間。 2012年2月13日，唐英年被明報揭發位於九龍塘約道5號的大宅涉嫌隱瞞在泳池僭建玻璃洞，7號的大宅亦被揭發僭建地庫；唐英年其後承認事件並公開道歉，否認有任何的隱瞞，辯稱是工人「挖深了」，地庫只用作擺放雜物，翌日屋宇署派出人員到場入屋調查僭建物亦被拒絕；負責項目的建築師何仲怡指當日呈交予屋宇署的圖則內並無地庫，指摘唐英年其後找不法承建商僭建地庫。 2月15日下午出版之爽報晚報以頭版報導，稱取得一份約道7號地庫嚴重僭建之圖則草圖，指僭建地庫面積逾2,400平方呎（220平方米），比大宅面積更大，更擁有酒窖、品酒室、多用途影院、日式浴堂等設施。 2月16日多間報章頭版繼續跟進此次風波，更出動多部吊臂車從高空拍攝唐宅內情況。下午屋宇署人員進入約道5號及7號視察，晚上唐英年及其太太郭妤淺召開記者招待會，承認由其妻名下之約道7號內擁有僭建地庫，並指違規地庫是2007年取得入伙紙後動工，是太太郭妤淺的主意，但自己會一力承擔所有後果。及後他多次以「違規就是違規」為由，拒絕回應記者有關僭建地庫之大小，以及是否如報道所指擁有酒窖及日式澡堂等設施。 |
| 葉滿華             | 鄉議局理順僭建物小組成員 城市規劃委員會委員 土地及建設諮詢委員會委員 交通諮詢委員會委員 前房屋委員會委員 前市區重建局董事 註冊測量師 | 明報接獲投訴，指他在西貢甘樹小築一個單位內的花園平台伸延至毗鄰政府土地；同時他亦被東方日報及太陽報揭發未有遵從由屋宇署發出的危險斜坡勘察令或修葺令。 |
| 葉國華             | 前行政長官特別顧問 耀中教育機構董事                                                                                                  | 被壹週刊揭發在西貢銀線灣彩濤別墅一個單位內的二樓，擅自加建了一座玻璃屋。 |
| 高永文             | 食物及衛生局局長 香港醫務委員會委員 香港防癌會主席                                                                                   | 被東周刊揭發在畢架山相連住宅擅自拆去單位內露台及天台的牆，並打通單位、露台及天台，未有向屋宇署入則。 |
| 梁振英             | 香港特區行政長官 香港特區行政會議前非官守成員召集人 戴德梁行前亞太區主席 全國政協常委                                                | 2012年6月22日，屋宇署指出梁振英在山頂貝璐道4號裕熙園4、5號屋僭建多達6處，包括大閘、雜物室、三面圍封的玻璃棚、玻璃上蓋木花棚、車位上蓋和一個超過300呎的地庫，以實用面積計，共約600呎。 |
| 栢志高             | 運輸及房屋局常任秘書長 房屋署署長 | 2012年11月26日，栢志高被明報揭發其位於清水灣道松濤苑D2的洋房大宅，涉嫌在天井上非法加建一個面積65方呎的頂蓋，以及在屋前的一幅石屎簷篷僭建了加闊一倍至3呎闊的玻璃簷篷。栢志高早前回應傳媒的查問時指出，自己不懂分辨記者所展示的搭建物是否合法。在事件被傳媒報道後，柏志高表示會即日拆卸相關建築物，並為物業進行全面檢查。 |

### 立法會議員

#### 地方直選議員
在2010年至2012年的僭建風波中，共有12位民選立法會議員涉及僭建。同時公民黨的余若薇在5月18日透露了自己在其住所進行裝修時，有人提議她在後門公用地方加建一些建築物但被拒絕。此外，前立法會議員兼工聯會的梁富華被蘋果日報揭發，他在沙田馬鞍山烏溪沙的住宅銀湖·天峰被指包庇部份住戶僭建。
| 涉及僭建的地方直選議員 | 所屬選區 | 所屬政黨      | 詳情 |
| 毛孟靜                 | 九龍西   | 公民黨        | 其丈夫擁有，位於「淺水灣道98號地庫C1及C2」之開敞式車房，被加建圍封牆、窗戶和門戶，屋宇署認為加建部份不符合開敞式車房的建造設計及標準。 |
| 陳偉業                 | 新界西   | 人民力量      | 非法霸佔官地，將屋前二千呎官地改成「私家花園」。 |
| 陳鑑林                 | 九龍東   | 民建聯        | 於5月13日被揭發在黃大仙沙田坳道十二笏村的住處有僭建物；並在2010年10月開始裝修時所存放雜物的貨櫃，非法擺放在村口官地超過半年，即使多次收到地政總署的書面警告仍無動於衷。 |
| 李卓人                 | 新界西   | 職工盟        | 在7月10日被揭發他所屬的香港職工會聯盟位於油麻地彌敦道557-559號永旺行19樓的總辦事處，在該辦事處的上面天台擅自加建鐵皮屋。 |
| 張學明                 | 新界西   | 民建聯 鄉議局 | 5月12日，被揭發在大埔坪朗村的住所內，擅自加建玄關、屋後小屋、魚池、花圃和天台屋，雖然他聲稱其住所已落成20年，但卻被市民反駁，指出著名搜尋器Google的地圖街景服務在2008年年底拍攝時仍未有天台玻璃屋；不過文匯報其後澄清指該地點與他住的不同。7日後（2011年5月19日）更被揭發在該住所的底層部分亦額外加建了玻璃屋及廚房。 |
| 王國興                 | 新界西   | 工聯會        | 在5月18日被揭發在屯門茵翠豪庭的住宅單位露台擅自加建一座玻璃屋；同時民建聯的呂學能亦在同一日被揭發在葵涌大隴街昌盛樓的辦事處也有整幢僭建物。 |
| 梁耀忠                 | 新界西   | 街工          | 5月16日，被揭發在油麻地德成街康源閣的其中一座頂層單位連天台，擅自加建了一個巨型簷篷。 |
| 黃成智                 | 新界東   | 民主黨        | 其父親黃昌達何文田居住的翠華大廈二期天台單位，擅自由400呎擴建至逾千呎；屋宇署認為涉嫌僭建。 |
| 湯家驊                 | 新界東   | 公民黨        | 在大埔獨立屋寓所的車房頂加建了疑屬僭建的玻璃屋；其後更被揭發擅自加建泳池。 |
| 馮檢基                 | 九龍西   | 民協          | 在沙田火炭樂恆花園的住所涉嫌圍封露台僭建。 |
| 涂謹申                 | 九龍西   | 民主黨        | 在大角咀櫻桃街地下的辦事處，被指懷疑有僭建招牌。 |
| 李永達                 | 新界西   | 民主黨        | 在荃灣辦事處的大廈外牆，涉嫌擅自安裝燈箱、射燈和支架。 |

#### 功能組別議員
在僭建風波中，共有6位功能組別立法會議員的物業涉及僭建。
| 涉及僭建的功能組別議員 | 所屬界別 | 所屬政黨        | 詳情 |
| 黃容根                 | 漁農界   | 民建聯          | 在5月14日被東方日報和太陽報揭發在大埔林村的住所天台擅自加裝玻璃屋。 |
| 謝偉俊                 | 旅遊界   | 無              | 其位於何文田的天台屋舊居，涉嫌違規擴建。 |
| 李國寶                 | 金融界   | 無              | 身兼東亞銀行主席及行政總裁的他，在位於窩打老道的分行，被揭發僭建巨型招牌。 |
| 劉皇發                 | 鄉議局   | 鄉議局 經濟動力 | 身兼行政會議成員之一的他被傳媒在2011年5月15日揭發在屯門龍鼓灘的住所內涉嫌僭建；但他指出這是其兒子所有其後他指出被指僭建的部份屬私人土地。3日後（2011年5月18日），更被蘋果日報揭發在該區青山灣的洋房天佑居，擅自加建了一座玻璃屋。。 |
| 張文光                 | 教育界   | 民主黨          | 被東周刊揭發，在美孚新邨的寓所涉嫌圍封露台僭建並在多年來一直沒有向有關當局申報持有該物業。 |
| 張國柱                 | 社福界   | 民協            | 他在上環普仁街普慶坊寶慶大廈的一個單位，擅自把露台密封；屋宇署在2006年把他的物業「釘契」。 |

### 區議會議員
在僭建風波中，共有13位區議員的物業涉及僭建。
另一方面，離島區區議會前主席暨鄉議局副主席林偉強，其住所前的空地證實為非法佔用官地。
除此之外，2011年5月16日，身兼青衣鄉事委員會前主席，葵青區議會前主席的鄧國綱被傳媒揭發在藍田村有僭建屋。
| 涉及僭建的區議員 | 所屬選區 | 所屬政黨      | 詳情 |
| 鄧根年           | 北區     | 民建聯        | 在5月14日，被蘋果日報揭發在粉嶺龍躍頭老圍的住所，霸佔政府土地以搭建有蓋車位，並佔用屋前的部份變為大宅花園。 |
| 陳笑權           | 大埔區   | 民建聯        | 被揭發其位於黃宜坳的村屋僭建天台。 |
| 陶錫源           | 屯門區   | 鄉議局 自由黨 | 在5月16日被明報揭發，在青磚圍的住所內擅自加建了一座天台屋。 |
| 鍾偉平           | 荃灣區   | 獨立          | 現任荃灣區議會副主席，在5月16日被明報揭發，在海壩新村的住所內同樣擅自加建了一座天台屋。 |
| 羅舜泉           | 大埔區   | 獨立          | 被揭發其大埔村屋寓所前一幅逾百呎官地，興建私家花園。 |
| 吳仕福           | 西貢區   | 民建聯        | 現任西貢區議會主席，在7月11日被東方日報和太陽報揭發在西貢清水灣道勝景別墅住所的天台擅自加裝玻璃屋。 |
| 黃漢權           | 離島區   | 獨立          | 身兼坪洲鄉事委員會主席的他，在6月9日被一名星島日報讀者揭發，指出在坪洲南灣的住所三樓天台擅自加建簷篷和玻璃窗，另有冷氣機支架和外牆安有伸出的神位。 |
| 林浩揚           | 油尖旺區 | 民主黨        | 其位於大角咀櫻桃街，與涂謹申議員共用的辦事處被指有僭建物。 |
| 侯金林           | 北區     | 民建聯        | 在5月17日被蘋果日報揭發在河上鄉松菊徑的住所，擅自霸佔旁邊的政府土地；同時著名練馬師簡炳墀、職工盟屬會之一的香港建造業扎鐵職工會理事暨公關主任侯太樂和其姊姊亦被該報揭發在松柏朗村的住所外的小路加建鐵閘，並把部份屬於政府的土地建成花園、屋前官地放置貨櫃並長期擺放雜物以及擅自加建了一座天台屋。 |
| 梁福元           | 元朗區   | 獨立          | 現任元朗區議會副主席，被東周刊揭發在該區擁有的大棠荔枝園，擅自霸佔鄰近的大欖郊野公園部份土地並把其用途更改。 |
| 江澤濠           | 東區     | 獨立          | 被揭發在西灣河太安街太安樓經營一間名為「偉聲影音」的店舖涉嫌霸佔行人路。 |
| 潘進源           | 觀塘區   | 民建聯        | 在11月4日被蘋果日報揭發在麗晶花園旁的觀塘繞道往東隧方向高架道路下，近宏照道路段的空地擅自在該處泊車。 |

## 演藝界方面
- 楊千嬅：被《東週刊》揭發在大埔康樂園的住所有疑似僭建物[192][193][194]。
- 郭富城：其位於大坑道一個3000多呎頂樓連天台的單位，建有一個千呎的私家籃球場，並以綠色帆布包圍，被指涉嫌僭建，他事後澄清絕無此事[195][196]。
- 施明：在5月18日被人投訴在九龍塘的住所涉嫌僭建[197][198]。
- 馬德鐘：被《東週刊》和《東方新地》揭發在西貢寶珊園的一個連天台的單位，擅自加建了一間千呎組合屋[196]。
- 許冠傑：被《東週刊》揭發在他與家人居住的大埔康樂園一個單位，在露台擅自加建了一座玻璃屋。
- 張敬軒：被《東週刊》和《東方新地》揭發在西貢大環村的住所連天台，擅自加建了木欄和玻璃欄[196][199]。
- 曹永廉：被《東週刊》和《東方新地》揭發在西貢慶徑石路的一個住所，在天台中擅自加建了一間玻璃屋；同時他亦在露台擅自加建了玻璃窗[196]。
- 陳小春：被《東週刊》揭發在大埔康樂園的一個單位，於門前空地擅自加建了一間小屋而令到一樓露台伸長至近街口；同時亦擅自加建了玻璃屋。
- 陳錦鴻：被《東方新地》揭發在西貢大網仔斬竹灣村的住所，擅自把天台加建一層成兩層[196]。
- 黃貫中：被《東方新地》揭發在大埔寨乪村與父親同住的住所，在天台擅自加建了鐵皮巨篷[196]。
- 葉童：被《東方新地》揭發在元朗加州豪園與丈夫同住的一個單位，在天台擅自加建了支架和密封頂[196]。
- 李思雅：被《東方新地》揭發在元朗錦繡花園與家人同住的一個單位，擅自加建了一座天台屋[196]。
- 許紹雄：被《東方新地》揭發在西貢斬竹灣竹盛園村的住所，分別在天台和地庫擅自加建了帆布篷和多用途玻璃屋[196]。

## 其他方面
- 5月18日，前立法局議員何世柱的胞姐何坤儀，於2007年被屋宇署發現在渣甸山衛信道的獨立屋以及其丈夫關連公司擁有的鄰居有多處僭建物而被下令清拆；不過她認為屋內僭建物沒有存在即時危險，因而不符合清拆準則的要求，故此向法庭申請司法覆核希望保留這些東西[200][201]。
- 5月19日，位於沙田梅子林的一處保育地點，有人為興建丁屋而擅自加建行車橋[202]。
- 5月21日，卓能集團主席兼註冊建築師之一的趙世曾，被蘋果日報揭發在山頂施勳道的卓能山莊C屋，涉嫌把部份樓層的面積擅自擴大[203][204][205]同一時間，在九龍城的成龍居被明報揭發有人把停車場的部份範圍擅自圍起成一間商舖。[206][207]。
- 5月22日，身兼自由黨以及經濟動力成員之一的香港工業總會主席孫啟烈，被東方日報和太陽報揭發在何文田衞理苑的一個單位連天台，擅自加建了一座玻璃屋[208][209]。
- 5月25日，有「玩具大王」之稱的蔡志明，他的親友被南華早報揭發在兩年前（2009年）於大埔松仔園購得第33約多個地段後，擅自興建了一幢3層高和1.1萬平方呎住宅，同時在上址興建噴水池及花園，並建立圍牆；但部份地方有霸佔官地之嫌。屋宇署和地政總署就這宗個案首次合作，向該建築物發出清拆令；並發出聯合聲明[210][211][212][213]。同一時間，前立法會議員兼香港數碼廣播有限公司主席鄭經翰，被蘋果日報揭發在山頂種植道21號一幢三樓連天台的住宅，涉嫌擅自加建了一層天台屋[214][215][216][217][218]；雖然他自稱購入該單位已經有僭建物，但被前者反駁指七年前（2002年）購入時，該幢大廈圖則無僭建物；亦即是說謊[219]。最後，他在6月4日接通屋宇署的通知，要求他清拆僭建物；但他在翌日發脾氣，指控屋宇署選擇性執法，並聲言向申訴專員公署投訴[161][220][221][222][223]。
- 6月2日，蘋果日報「自爆」位於將軍澳工業邨的壹傳媒大樓，在該大廈的三樓和五樓分別擅自加裝了活動簷篷和玻璃溫室[224][225][226]；不過他們在五日後（6月7日）就立即移除僭建物了[227]。
- 6月3日，有「電燈膽大王」之稱的莫錦泉被明報揭發在京士柏山道的住所，擅自加建了天台屋。[228][229][230]
- 6月4日，商業電台被東方日報和太陽報揭發，在九龍塘廣播道三號的商業電台大廈天台擅自加建一座天台屋[159][231]。
- 6月5日，位於太子彌敦道142號港鐵（前地鐵）太子站旁的旺角警署，被揭發在該警署內的西九龍衝鋒隊基地涉嫌在面向彌敦道一方三個疑似露台位置擅自加裝了鐵皮屋；不過警務處指該建築物屬政府的，不受建築物條例監管[232][233][234]。
- 6月9日，蘋果日報接獲讀者投訴，指有人在大坑畢拉山道 111號高級公務員宿舍擅自把部份單位的露台封窗；同時更有人在部份大廈的平台私自加建了簷篷。不過發展局和財經事務及庫務局分別指該建築物和宿舍業權屬於政府而不受建築物條例監管[234]。
- 6月14日，由中原地產創辦人之一兼董事施永青開辦的免費報章AM730接獲讀者投訴，指位於北角清華街的一幢用作員工宿舍的大廈，在一樓平台擅自加建了大型簷篷[235][236]。
- 7月14日，壹週刊揭發其他知名人仕的住所也有僭建物。
- 7月18日，蘋果日報揭發了多位其他知名人仕，分別在石澳道和淺水灣道涉嫌在通往大宅的行人路上，擅自加建了大閘[237][238][239][240][241][242][243][244][245]。
- 8月29日，曾經獲得特區政府頒授銀紫荊星章的會計師李文彬，被揭發在山頂的住宅，擅自把音樂廳加建兩層高洋房[246][247]。
- 9月9日，孔教學院院長湯恩佳在石澳大浪灣道8號的住所涉嫌霸佔政府土地並擅自加建大閘[248][249]。
- 10月8日，香港會議展覽中心被揭發在第一期三樓及五樓展覽廳F及G的天花位置，前者擅自加建了金屬支撐架，後者的維修工場更被擅自改作辦公室[250][251]。
- 10月19日，東方日報和太陽報揭發了貫通大埔區、北區和元朗區的林錦公路、粉錦公路和錦田公路，有人分別在該三條道路上擅自加建了招牌[252][253][254][255]。
- 11月15日，明報揭發了著名皮膚科醫生兼新民黨黨員史泰祖，在上水雙魚河附近的「天倫小築」霸佔了8000呎官地，並在農地擅自興建泳池和圍牆[256][257][258]。

## 後續
2012年2月13日，唐英年被明報揭發位於九龍塘約道5號的大宅涉嫌隱瞞在泳池僭建玻璃洞，7號的大宅亦被揭發僭建地庫；唐英年其後承認事件並公開道歉，否認有任何的隱瞞，但辯稱是工人「挖深了」，地庫只用作擺放雜物；負責項目的建築師何仲怡指當日呈交予屋宇署的圖則內並無地庫，指摘唐英年其後找不法承建商僭建地庫。唐英年其後更在記者會中表示作為一個男人和公務員要有承擔（「做男人就要有膊頭，做公職就要有腰骨」），強調他若犯了錯的話，願意認錯及糾正。2月14日，屋宇署派出人員到場入屋調查僭建物但被拒絕。立法會議員李永達批評唐英年連日內的說法自相矛盾，已令其誠信破產；學者蔡子強認為唐英年的解釋是企圖模糊公眾視線，難以服眾；事後，有電台聽眾質疑唐英年誠信有問題，呼籲他退出參選行政長官2月15日下午出版之爽報晚報以頭版報導，稱取得一份約道7號地庫嚴重僭建之圖則草圖，指僭建地庫面積逾2,400平方呎（220平方米），比大宅面積更大，更擁有酒窖、品酒室、多用途影院、日式浴堂等設施。。2月16日多間報章頭版繼續跟進此次風波，更出動多部吊臂車從高空拍攝唐宅內情況。下午屋宇署人員進入約道5號及7號視察，晚上唐英年及其太太郭妤淺召開記者招待會，承認由其妻名下之約道7號內擁有僭建地庫，並指違規地庫是2007年取得入伙紙後動工，是太太郭妤淺的主意，但自己會一力承擔所有後果。及後他多次以「違規就是違規」為由而拒絕回應記者提問有關僭建地庫之大小及是否如報道所指擁有酒窖及日式澡堂等設施。唐並表示會繼續以政綱爭取市民及選委支持及希望市民給予他重新出發機會，並不會退選2012年香港特區行政長官選舉。及後，屋宇署測量師確定7號的地庫是僭建，而該地庫長19米、闊11米及高3.5米，超過2,200平方呎（200平方米）。同日，香港網民就該事件創造了一系列惡搞圖片及電影海報二次創作以嘲諷唐英年，並將該事件稱為「唐生大地震」，不足48小時間吸引了網民製作過百張作品。

## 資料來源
1. 1 2  明報：蘇錦樑住所僭建仍未改 Archive.today的存檔，存档日期2013-01-07，2011年8月25日
2. ↑  發展局：發展局回應申訴專員有關新界豁免管制屋宇的直接調查報告 （页面存档备份，存于），2011年4月19日
3. ↑  aTV亞視新聞：申訴專員批評部門清拆違例村屋僭建態度苟且 Archive.today的存檔，存档日期2013-04-26，2011年4月19日
4. ↑  香港政府新聞網：發展局回應申訴專員有關新界豁免管制屋宇的直接調查報告 （页面存档备份，存于），2011年4月19日。
5. ↑  明報：屋署縱容丁屋僭建15年 嚴打市區放生新界 申訴署轟厚此薄彼 Archive.today的存檔，存档日期2012-07-29，2011年4月20日
6. ↑  蘋果日報：部門拖延苟且　放任村屋違建 （页面存档备份，存于），2011年4月20日
7. ↑  太陽報：執法拖延苟且放生僭建村屋 （页面存档备份，存于），2011年4月20日
8. ↑  東方日報：探射燈之屋署地署放任村屋僭建 （页面存档备份，存于），2011年4月20日
9. ↑  都市日報：村屋僭建 屋宇地政「放生」 （页面存档备份，存于），2011年4月20日
10. ↑  香港商報：黎年轟屋宇署放生村屋僭建 Archive.today的存檔，存档日期2013-01-07，2011年4月20日
11. ↑  頭條日報：執法不力「放生」違規僭建，2011年4月20日
12. ↑  文匯報：申訴專員斥執法大細超 縱容業主玩「拖字訣」「放生」村屋僭建 屋署地政署不給力 （页面存档备份，存于），2011年4月20日
13. ↑  大紀元網：申訴專員批縱容村屋僭建 公屋編配不公 （页面存档备份，存于），2011年4月20日
14. ↑  東方日報：知法犯法 特區之首 （页面存档备份，存于），2011年5月31日
15. ↑  屋宇署：屋宇署就麥當勞道64號的聲明 （页面存档备份，存于），2011年6月1日
16. ↑  香港政府新聞網：屋宇署就麥當勞道64號的聲明 （页面存档备份，存于），2011年6月1日
17. ↑  屋宇署：屋宇署就麥當勞道64號一單位的聲明 （页面存档备份，存于），2011年9月7日
18. ↑  香港政府新聞網：屋宇署就麥當勞道64號一單位的聲明 （页面存档备份，存于），2011年9月7日
19. ↑  明報：蘇錦樑涉僭建嚴重過特首 同處麥當勞道 專家指「7宗罪」 Archive.today的存檔，存档日期2012-07-12，2011年7月30日
20. ↑  東方日報：蘇錦樑豪宅僭建易倒塌 （页面存档备份，存于），2011年7月31日
21. ↑  東方日報：新官上任又惹火　僭建醜聞何其多 （页面存档备份，存于），2011年7月31日
22. ↑  太陽報：蘇錦樑又捲僭建風波 （页面存档备份，存于），2011年7月31日
23. 1 2  東周刊：揭孫公也違規　「大」霸官地 高官．議員僭建大追查 （页面存档备份，存于），2011年5月25日（詳細內容可在該刊的404期中找到）
24. ↑  太陽報：僭建釘契當冇到 孫明揚知法犯法 （页面存档备份，存于），2011年5月25日
25. ↑  明報：孫明揚僭建情節嚴重 特首應懲處以正官箴 Archive.today的存檔，存档日期2012-07-11，2011年5月28日
26. ↑  香港經濟日報：孫明揚僭建風波 考驗問責制[永久]，2011年5月25日
27. ↑  明報：市民聲討僭建 孫明揚致歉補鑊 Archive.today的存檔，存档日期2012-07-17，2011年5月26日
28. ↑  AM730: 無視清拆令知法犯法 孫明揚道歉避提辭職 （页面存档备份，存于），2011年5月26日
29. 1 2  蘋果日報：測量師踢爆林瑞麟僭建　唐英年、梁智鴻亦捲入醜聞，2011年5月31日
30. ↑  明報：林瑞麟：帆布幕應不是僭建 Archive.today的存檔，存档日期2012-07-20，2011年5月31日
31. 1 2  有線寬頻 i-CABLE：梁智鴻林瑞麟寓所被指僭建[]，2011年5月31日
32. 1 2 3 4 5  太陽報：唐英年父物業車房上蓋建房 （页面存档备份，存于），2011年6月1日
33. 1 2 3 4 5  東方日報：唐英年父及林瑞麟俱「賴嘢」 （页面存档备份，存于），2011年6月1日
34. 1 2  大公報：林瑞麟梁智鴻捲入「風波」 （页面存档备份，存于），2011年6月1日
35. ↑  蘋果日報：林瑞麟急轉軚　悄悄拆僭建 稱為釋公眾疑慮　未有作出道歉，2011年6月5日
36. ↑  香港經濟日報：《葆心直言－陳葆心》：清拆僭建「政治化」，林瑞麟不拖泥帶水[]，2011年6月8日
37. ↑  新報：舂坎角住宅遭踢爆違規 林瑞麟反應快盡拆天台僭建[]
38. 1 2 3  新報：越演越烈　梁智鴻唐翔千家疑有僭建[]
39. ↑  明報：副局長潘潔700萬村屋僭建 建天台屋 圍封露台 議員轟知法犯法 Archive.today的存檔，存档日期2012-07-11，2011年5月18日
40. ↑  頭條日報：潘潔被揭僭建 即時僱人清拆 （页面存档备份，存于），2011年5月19日
41. ↑  蘋果日報：潘潔即拆寓所僭建物 （页面存档备份，存于），2011年5月19日
42. ↑  香港商報：潘潔委工程公司拆僭建物 Archive.today的存檔，存档日期2013-01-07，2011年5月19日
43. 1 2  明報：潘潔同村料1/3 違規釘契6 年無行動 Archive.today的存檔，存档日期2012-07-12，2011年5月19日
44. ↑  新報：身為副局長一力承擔責任 潘潔村屋即拆僭建[]，2011年5月19日
45. ↑  星島日報：潘潔即拆僭建物 Archive.today的存檔，存档日期2012-07-20，2011年5月19日
46. 1 2  星島日報：一視同仁潘潔接清拆令 Archive.today的存檔，存档日期2012-07-13，2011年5月21日
47. ↑  明報：曾偉雄物業釘契4年 Archive.today的存檔，存档日期2012-07-24，2011年8月25日
48. ↑  東方日報：曾偉雄寓所僭建 四年未拆 （页面存档备份，存于），2011年8月26日
49. ↑  太陽報：接清拆令四年 曾偉雄懶理 （页面存档备份，存于），2011年8月26日
50. ↑  明報：屋宇署長露台改建自稱豁免 Archive.today的存檔，存档日期2012-07-23，2011年6月4日
51. ↑  明報：一日速查 屋宇署撐署長合法 Archive.today的存檔，存档日期2012-07-18，2011年6月4日
52. ↑  NOW新聞台：屋宇署指區載佳單位非僭建 （页面存档备份，存于），2011年6月2日
53. ↑  NOW新聞台：屋宇署發表聲明指區載佳的單位沒有僭建 （页面存档备份，存于），2011年6月3日
54. ↑  大公報：屋宇署署長露台加趟窗不違規[]，2011年6月4日
55. ↑  大公報：還區載佳公道 寓所玻璃窗無違規 （页面存档备份，存于），2011年6月9日
56. ↑  ATV亞視新聞：屋宇署署長區載佳寓所露台玻璃圍起否認違規 Archive.today的存檔，存档日期2013-04-26，2011年6月3日
57. ↑  NOW新聞台：大律師公會主席寓所僭建被釘契 （页面存档备份，存于），2011年6月2日
58. ↑  太陽報：大律師公會主席都僭建 （页面存档备份，存于），2011年6月2日
59. ↑  文匯報：大律師公會主席 渣甸山物業涉僭建 （页面存档备份，存于），2011年6月2日
60. ↑  頭條日報：上訴審裁主席也僭建 （页面存档备份，存于），2011年6月2日
61. ↑  新報：僭建上訴委會主席家有僭建 違法加建害人不淺[]，2011年6月2日
62. ↑  香港商報：林鄭：按緩急處理僭建 Archive.today的存檔，存档日期2013-01-07，2011年6月2日
63. ↑  AM730:特首死撐：為釋疑慮將清拆 屋宇署證單位有僭建 （页面存档备份，存于），2011年6月2日
64. 1 2   蘋果日報：測量師踢爆林瑞麟僭建 唐英年、梁智鴻亦捲入醜聞，2011年5月31日
65. ↑  頭條日報：梁智鴻豪宅天台涉僭建玻璃屋 （页面存档备份，存于），2011年5月31日
66. ↑  東方日報：主任審裁官周紹和住所僭建 （页面存档备份，存于），2011年6月24日
67. ↑  太陽報：懶理屋署清拆令 審裁官知法犯法 （页面存档备份，存于），2011年6月24日
68. ↑  明報：唐宅拒屋署入屋調查 Archive.today的存檔，存档日期2013-01-07，2012年2月15日
69. ↑  爽報：最新：面積大過間屋 唐宅僭建地下行宮 （页面存档备份，存于），2012年2月15日
70. ↑  東方日報：葉滿華豪宅疑霸官地遭警告 （页面存档备份，存于），2011年6月15日
71. ↑  太陽報：測量師葉滿華涉霸官地 （页面存档备份，存于），2011年6月15日
72. ↑  明報：城規委員違勘察令 屋署擬檢控 Archive.today的存檔，存档日期2012-07-12，2011年6月26日
73. 1 2  壹週刊：丁屋僭建　愈揭愈臭 （页面存档备份，存于），2011年5月19日（必須為該刊的登記用戶才可瀏覽，但亦可在第1106期Book A中找到）
74. ↑  .   [2013-01-05]. （原始内容存档于2013-01-05）.
75. ↑  .   [2012-07-03]. （原始内容存档于2012-06-27）.
76. ↑  .   [2013-01-05]. （原始内容存档于2013-01-05）.
77. ↑  蘋果日報：隔牆有耳：余若薇自爆被引誘僭建 （页面存档备份，存于），2011年5月18日
78. ↑  銀湖．天峰平台多違規簷篷 （页面存档备份，存于），2011年5月17日
79. ↑  .   [2013-01-13]. （原始内容存档于2013-04-30）.
80. ↑  .   [2013-01-13]. （原始内容存档于2013-04-30）.
81. ↑  .   [2013-01-13]. （原始内容存档于2016-03-04）.
82. 1 2  頭條日報：張國柱認家有僭建 陳偉業宅涉霸官地 （页面存档备份，存于），2011年5月20日
83. ↑  文匯報：陳偉業涉霸公地 涼亭當私家花園放雜物 兩年前遭投訴一度搬走 （页面存档备份，存于），2011年5月19日
84. ↑  文匯報：被問涉佔花園 高達收火快閃 （页面存档备份，存于），2011年5月19日
85. 1 2 3  成報：再有三議員家居涉僭建[]，2011年5月21日
86. ↑  文匯報：陳偉業續霸官地 鄰居有樣學樣 （页面存档备份，存于），2011年6月1日
87. ↑  蘋果日報：陳鑑林惡霸官地 知法犯法　丁屋僭建 （页面存档备份，存于），2011年5月13日
88. ↑  新報：遭揭發村屋僭建及佔用官地 陳鑑林：法律不外乎人情 （页面存档备份，存于），2011年5月14日
89. ↑  蘋果日報：霸官地放貨櫃　地政署否認有默契 陳鑑林被踢爆講大話 （页面存档备份，存于），2011年5月14日
90. ↑  東方日報：收地署兩次警告 陳鑑林拖得就拖 （页面存档备份，存于），2011年5月14日
91. 1 2  頭條日報：張學明入紙花百萬重建村屋 （页面存档备份，存于），2011年5月19日
92. ↑  太陽報：陳鑑林黃容根急拆玻璃屋 （页面存档备份，存于），2011年5月20日
93. 1 2  文匯報：陳鑑林已搬貨櫃 張學明重建村屋 （页面存档备份，存于），2011年5月20日
94. ↑  太陽報：職工盟辦事處天台僭建鐵皮屋 （页面存档备份，存于），2011年7月10日
95. ↑  東方日報：職工盟擁業權天台揭僭建 （页面存档备份，存于），2011年7月10日
96. ↑  東方日報：張學明父子兩丁屋僭建 （页面存档备份，存于），2011年5月12日
97. ↑  太陽報：張學明疑涉利益衝突 （页面存档备份，存于），2011年5月12日
98. ↑  新報：張學明認寓所僭建[]，2011年5月12日
99. ↑  文匯報：子涉「霸官地建花園」 張學明斥周刊誤導 （页面存档备份，存于），2011年5月12日
100. ↑  東方日報：Google踢爆張學明講大話 （页面存档备份，存于），2011年5月15日
101. ↑  太陽報：Google地圖踢爆張學明講大話 （页面存档备份，存于），2011年5月15日
102. ↑  蘋果日報：認村屋有僭建　但居 66A非 66C 張學明嚴詞澄清「報道間屋唔係我」 （页面存档备份，存于），2011年5月16日
103. ↑  太陽報：短打長擊：傳統生活方式等同合法？ （页面存档备份，存于），2011年5月17日
104. ↑  文匯報：《壹週刊》擺「大烏龍」 影錯「張學明村屋」 （页面存档备份，存于），2011年5月16日
105. ↑  東方日報：張學明丁屋僭建超五成 （页面存档备份，存于），2011年5月19日
106. ↑  太陽報：張學明丁屋再揭兩僭建物 （页面存档备份，存于），2011年5月19日
107. ↑  星島日報/頭條日報：張學明入紙花百萬重建村屋 （页面存档备份，存于），2011年5月19日
108. ↑  明報：陳鑑林搬走佔地貨櫃 黃容根拆天台屋玻璃 （页面存档备份，存于），2011年5月20日
109. 1 2 3  蘋果日報：巡查政界六僭建　梁耀忠釘契 （页面存档备份，存于），2011年5月21日
110. ↑  蘋果日報：王國興寓所僭建屋宇署懶理[]，2011年5月18日
111. ↑  明報：民建聯聯絡處 租僭建單位逾10年 Archive.today的存檔，存档日期2012-07-16，2011年5月18日
112. ↑  太陽報：王國興僭建屋署被指偏袒 （页面存档备份，存于），2011年5月19日
113. ↑  東方日報：屋署選擇性執法疑偏袒王國興 （页面存档备份，存于），2011年5月19日
114. ↑  星島日報：梁耀忠涉天台僭建簷篷 屋宇署曾發信要求清拆 Archive.today的存檔，存档日期2012-07-23，2011年5月16日
115. ↑  東方日報：梁耀忠天台僭建簷篷 （页面存档备份，存于），2011年5月17日
116. ↑  新報：梁耀忠居所違建多年未拆 八成市民倡禁丁屋僭建[]，2011年5月17日
117. ↑  蘋果日報：銀湖．天峰平台多違規簷篷 （页面存档备份，存于），2011年5月17日
118. ↑  文匯報：梁耀忠認錯 天台僭建兩年未拆 （页面存档备份，存于），2011年5月17日
119. ↑  新報：民主黨開會 促黨員自首[]，2011年5月19日
120. ↑  文匯報：黃成智驚被轟搶先自爆 （页面存档备份，存于），2011年5月19日
121. ↑  明報：黃成智張國柱被指有僭建 （页面存档备份，存于），2011年5月20日
122. 1 2  東方日報：黃成智謝偉俊捲僭建風暴 （页面存档备份，存于），2011年5月20日
123. ↑  東方日報：黃成智天台屋舊居時序表 （页面存档备份，存于），2011年5月20日
124. 1 2  太陽報：黃成智謝偉俊捲僭建風暴 （页面存档备份，存于），2011年5月20日
125. 1 2  星島日報：黃成智謝偉俊同涉僭建 （页面存档备份，存于），2011年5月20日
126. ↑  信報財經新聞：泛民飯盒會籲申報僭建 （页面存档备份，存于），2011年5月21日
127. 1 2  大公報：黃成智 張國柱 謝偉俊再有三議員被揭疑僭建 （页面存档备份，存于），2011年5月21日
128. ↑  文匯報：當局表態：屋宇署反駁：有關判決已推翻 （页面存档备份，存于），2011年5月20日
129. ↑  太陽報：湯家驊涉僭建認衰 （页面存档备份，存于），2011年5月20日
130. ↑  東方日報：康樂園寓所僭建 湯家驊認衰 （页面存档备份，存于），2011年5月20日
131. ↑  明報：屋署火速視察湯家驊拆僭建 （页面存档备份，存于），2011年5月20日
132. ↑  香港商報：屋署證實湯家驊寓所僭建 Archive.today的存檔，存档日期2013-01-07，2011年5月20日
133. ↑  文匯報：引無效案例辯僭建 律界批湯家驊無誠信 （页面存档备份，存于），2011年5月20日
134. ↑  文匯報：湯家驊再被指涉非法建泳池 （页面存档备份，存于），2011年5月21日
135. 1 2  東周刊：張文光騎樓加建　馮檢基圍封露台 再揭立法會議員涉偷雞僭建 （页面存档备份，存于），2011年6月1日（詳細內容可在該刊的405期Book A中找到）
136. 1 2  文匯報：反對派議員張文光馮檢基涉僭建 （页面存档备份，存于），2011年6月1日
137. 1 2  文匯報：張文光：若違規按法例處理 （页面存档备份，存于），2011年6月2日
138. 1 2  東方日報：政情：阿涂辦事處也僭建？ （页面存档备份，存于）2011年6月21日
139. 1 2  太陽報：涂謹申辦事處涉僭建招牌 （页面存档备份，存于），2011年6月21日
140. ↑  星島日報：張國柱無意清拆僭建屋 （页面存档备份，存于），2011年5月20日
141. ↑  文匯報：私裝燈箱稱無王管 高達涉「知法犯法」 （页面存档备份，存于），2011年5月21日
142. ↑  太陽報：村屋僭建玻璃屋 黃容根知法犯法 （页面存档备份，存于），2011年5月14日
143. ↑  文匯報：議員「僭建」慌 黃容根「自首」 憂住所「遮蔭棚」或違規 嘆鄉村配套不足苦了村民 （页面存档备份，存于），2011年5月14日
144. ↑  星島日報：黃容根林村寓所建玻璃屋 Archive.today的存檔，存档日期2012-07-15，2011年5月15日
145. ↑  星島日報：屋宇署查黃容根天台建玻璃屋 Archive.today的存檔，存档日期2012-07-13，2011年5月15日
146. ↑  星島日報/頭條日報：玻璃屋倘違規黃容根允拆除 （页面存档备份，存于），2011年5月16日
147. ↑  新報：黃容根認僭建玻璃屋 林鄭：不會優待新界人[]，2011年5月16日
148. ↑  文匯報：黃容根火速拆玻璃屋 （页面存档备份，存于），2011年5月20日
149. ↑  蘋果日報：巡查政界六僭建　梁耀忠釘契 （页面存档备份，存于），2011年5月20日
150. ↑  東方日報：東亞銀行畀人拆招牌 （页面存档备份，存于），2011年5月26日
151. ↑  太陽報：揭僭建東亞要拆招牌 （页面存档备份，存于），2011年5月26日
152. ↑  東方日報：東亞銀行畀人拆招牌 （页面存档备份，存于），2011年6月2日
153. ↑  太陽報：東亞被飭令拆招牌 （页面存档备份，存于），2011年6月2日
154. ↑  東方日報：劉皇發大宅霸佔行人路 （页面存档备份，存于），2011年5月16日
155. ↑  太陽報：劉皇發村屋亦涉僭建 （页面存档备份，存于），2011年5月16日
156. ↑  東方日報：劉皇發指花園屬私人地 （页面存档备份，存于），2011年5月18日
157. ↑  蘋果日報：劉皇發攞正牌建玻璃屋 （页面存档备份，存于），2011年5月18日
158. ↑  蘋果日報：曾話攞正牌 昨屈記者花架當簷篷 劉皇發終認僭建：咪拆囉 （页面存档备份，存于），2011年5月22日
159. 1 2  太陽報：劉皇發與商台同被揭僭建 （页面存档备份，存于），2011年6月4日
160. ↑  東方日報：劉皇發天佑居兩座有僭建 （页面存档备份，存于），2011年6月4日
161. 1 2  蘋果日報：鄭經翰、劉皇發證實僭建 （页面存档备份，存于），2011年6月4日
162. ↑  太陽報：張國柱露台封石屎 （页面存档备份，存于），2011年5月20日
163. ↑  星島日報：張國柱無意清拆僭建屋 800呎單位一半違規 倘復原恐大縮水 （页面存档备份，存于），2011年5月20日
164. ↑  太陽報：林偉強涉霸官地逾廿年 （页面存档备份，存于），2011年5月21日
165. ↑  東方日報：林偉強村屋霸官地廿年 （页面存档备份，存于），2011年5月21日
166. ↑  .   [2011-09-30]. （原始内容存档于2019-08-22）.
167. ↑  .   [2012-03-22]. （原始内容存档于2019-08-22）.
168. ↑  蘋果日報：認村屋有僭建但居66A非66C　張學明嚴詞澄清「報道間屋唔係我」 （页面存档备份，存于），2011年5月16日
169. ↑  蘋果日報：再揭民建聯成員霸官地，2011年5月14日
170. ↑  明報：區選在即 鄧根年質疑政治抹黑 Archive.today的存檔，存档日期2012-07-11，2011年5月15日
171. 1 2  太陽報：兩區議員加建玻璃屋 （页面存档备份，存于），2011年5月21日
172. 1 2  東方日報：兩區議員亦「衰」天台玻璃屋 （页面存档备份，存于），2011年5月21日
173. ↑  東方日報：區議員陳笑權天台屋僭建 （页面存档备份，存于），2011年7月21日
174. ↑  太陽報：陳笑權天台屋證僭建 （页面存档备份，存于），2011年7月21日
175. 1 2  明報：兩鄉委正副主席疑僭建 Archive.today的存檔，存档日期2012-07-12，2011年5月16日
176. 1 2  明報：鄉局成員被指僭建 理順小組談判停頓 Archive.today的存檔，存档日期2012-07-12，2011年5月16日
177. ↑  星島日報：區議員羅舜泉認霸官地 建魚池擺盆栽 承諾盡快復原 （页面存档备份，存于），2011年6月2日
178. ↑  頭條日報：區員涉圈佔官地 修築花園建魚池 （页面存档备份，存于），2011年5月23日
179. ↑  太陽報：西貢區會主席天台建玻璃屋 （页面存档备份，存于），2011年7月31日
180. ↑  東方日報：西貢區會主席亦捲入風波 （页面存档备份，存于），2011年7月31日
181. ↑  星島日報：坪洲鄉會主席 寓所也涉僭建 （页面存档备份，存于），2011年6月9日
182. ↑  東方日報：坪洲鄉會主席 「拆彈」拖字訣 （页面存档备份，存于），2011年6月9日
183. ↑  太陽報：王國興：願拆露台玻璃屋 （页面存档备份，存于），2011年6月9日
184. ↑  蘋果日報：車道鋪瓷磚 周圍種樹木 簡炳墀涉霸官地建花園 （页面存档备份，存于），2011年5月17日
185. ↑  星島日報：梁福元「荔枝園」佔用郊野公園 Archive.today的存檔，存档日期2012-07-16，2011年5月25日
186. ↑  東方日報：鄉局成員郊野公園開酒家 （页面存档备份，存于），2011年5月25日
187. ↑  太陽報：梁福元霸郊野公園 無牌酒家被控37次 （页面存档备份，存于），2011年5月25日
188. ↑  蘋果日報：十八鄉主席　激爭丁屋僭建權　梁福元直認酒家違例 （页面存档备份，存于），2011年5月25日
189. ↑  太陽報：僭建意外未必獲賠保險 （页面存档备份，存于），2011年5月24日
190. ↑  東方日報：專家：僭建生意外難索償 （页面存档备份，存于），2011年5月24日
191. ↑  蘋果日報：民建聯中委　霸官地泊車，2011年11月4日
192. ↑  東週刊：獨家踢爆 年底趕生B 楊千嬅僭建風水屋 （页面存档备份，存于），2011年6月15日（詳細內容可在該刊的407期Book B中找到）
193. ↑  太陽報：千嬅疑似「僭建」「有問題會處理」 （页面存档备份，存于），2011年6月16日
194. ↑  東方日報：千嬅僭建屋賴設計師 （页面存档备份，存于），2011年6月16日
195. ↑  東方日報：城城否認僭建空中籃球場 （页面存档备份，存于），2011年6月7日
196. 1 2 3 4 5 6 7 8 9  東方新地：離譜　明星僭建大踢爆 （页面存档备份，存于），2011年6月7日（詳細內容請在該刊的704期中找到）
197. ↑  東方日報：李泳漢代母否認僭建 （页面存档备份，存于），2011年5月19日
198. ↑  太陽報：李家鼎讚「新抱仔」傻夾孝順 （页面存档备份，存于），2011年5月19日
199. ↑  東方日報：張敬軒唔嗒嫩口關楚耀 （页面存档备份，存于），2011年6月22日
200. ↑  蘋果日報：何世柱胞姐拒拆僭建 曾上訴失敗　提司法覆核 （页面存档备份，存于），2011年5月18日
201. ↑  明報：渣甸山兩屋入稟 挑戰僭建清拆令 Archive.today的存檔，存档日期2012-07-11，2011年5月18日
202. ↑  香港經濟日報：無視禁令 梅子林建車橋起屋[永久]，2011年5月19日（必須為該報的登記用戶才可瀏覽）
203. ↑  蘋果日報：趙世曾山頂豪宅僭建 2.8億放售 多掠 3250萬 （页面存档备份，存于），2011年5月21日
204. ↑  東方日報：趙世曾：無權叫租客拆僭建 （页面存档备份，存于），2011年5月22日
205. ↑  太陽報：SUN角度：趙世曾：無權叫租客拆 （页面存档备份，存于），2011年5月22日
206. ↑  明報：成龍居停車場變地舖涉僭建 發展商賣牆搭新舖500萬售出 Archive.today的存檔，存档日期2012-07-11，2011年5月21日
207. ↑  蘋果日報：獨家報道 趙世曾僭建屋接清拆令，2011年5月27日
208. ↑  東方日報：工總主席豪宅爆僭建 （页面存档备份，存于），2011年5月22日
209. ↑  太陽報：SUN角度：孫啟烈豪宅僭建「屋署叫拆便拆」 （页面存档备份，存于），2011年5月22日
210. ↑  SCMP.com: Luxury retreat must come down，2011年5月25日（英文）
211. ↑  SCMP.com: Renewal bid for luxury home knocked back，2011年5月26日（英文）
212. ↑  香港商報：蔡志明親戚豪宅僭建擬清拆 （页面存档备份，存于），2011年5月26日
213. ↑  文匯報：「玩具大王」親戚 豪宅僭建被警告 （页面存档备份，存于），2011年5月26日
214. ↑  蘋果日報：與屋宇署圖則不符　強調「買番嚟係咁」 鄭經翰豪宅涉加建一層，2011年5月25日
215. ↑  東方日報：鄭經翰否認僭建斥《蘋果》老屈 （页面存档备份，存于），2011年5月26日
216. ↑  太陽報：鄭經翰否認僭建斥《蘋果》老屈 （页面存档备份，存于），2011年5月26日
217. ↑  東方日報：鄭經翰：屋署要求蒐證 （页面存档备份，存于），2011年5月27日
218. ↑  太陽報：遭屈僭建鄭經翰畀妻鬧 （页面存档备份，存于），2011年5月27日
219. ↑  蘋果日報：圖則拆穿鄭經翰講大話，2011年5月31日
220. ↑  東方日報：屋宇署選擇性執法 （页面存档备份，存于），2011年6月5日
221. ↑  太陽報：鄭經翰發爛渣挑戰屋署 （页面存档备份，存于），2011年6月5日
222. ↑  蘋果日報：鄭經翰接拆卸勸喻　發爛渣，2011年6月5日
223. ↑  .   [2011-10-16]. （原始内容存档于2019-08-22）.
224. ↑  蘋果日報：隔牆有耳：壹傳媒大樓疑似僭建，2011年6月2日
225. ↑  東方日報：壹傳媒大樓 疑多處僭建 （页面存档备份，存于），2011年6月3日
226. ↑  太陽報：壹傳媒大樓疑多處僭建 （页面存档备份，存于），2011年6月3日
227. ↑  蘋果日報：隔牆有耳：壹傳媒大樓　拆僭建爽快，2011年6月7日
228. ↑  明報：特首親家天台屋疑僭建 Archive.today的存檔，存档日期2012-07-14，2011年6月3日
229. ↑  東方日報：煲呔親煲呔針僭建齊齊拆 （页面存档备份，存于），2011年6月4日
230. ↑  太陽報：拆除僭建 曾蔭權唔夠親家果斷 （页面存档备份，存于），2011年6月4日
231. ↑  東方日報：商台認僭建清除天台屋 （页面存档备份，存于），2011年6月4日
232. ↑  太陽報：旺角警署僭建無王管 （页面存档备份，存于），2011年6月5日
233. ↑  東方日報：旺角警署揭疑似僭建物 （页面存档备份，存于），2011年6月5日
234. 1 2  蘋果日報：全獲豁免《建築物條例》監管 政府建築物奉旨僭建，2011年6月9日
235. ↑  AM730:国家机关 疑涉僭建 （页面存档备份，存于），2011年6月14日
236. ↑  蘋果日報：中聯辦宿舍涉僭建 （页面存档备份，存于），2011年6月15日
237. ↑  蘋果日報：蘋果踢爆　路霸六富豪 （页面存档备份，存于），2011年7月18日
238. ↑  蘋果日報：審批傳統 做大屋業主 需富豪拍板，2011年7月18日
239. ↑  蘋果日報：主動提醒可用適用程序申請保留大閘 地政總署縱容繼續霸路 （页面存档备份，存于），2011年7月18日
240. ↑  蘋果日報：拒出租道路 業權防爭拗 （页面存档备份，存于），2011年7月18日
241. ↑  蘋果日報：蘋果踢爆霸路　兩富豪知衰拆閘 地政總署飭令七大宅 14日內拆除非法僭建 （页面存档备份，存于），2011年7月19日
242. ↑  蘋果日報：石澳道富豪路霸私家樂園曝光 吳光正佔官地建網球場 （页面存档备份，存于），2011年7月20日
243. ↑  蘋果日報：遭《蘋果》踢爆擅建網球場 吳光正補鑊 開放霸佔官地 （页面存档备份，存于），2011年7月24日
244. ↑  蘋果日報：富豪到期續霸路 吳光正女傭鎖閘禁記者離開 （页面存档备份，存于），2011年7月28日
245. ↑  蘋果日報：曾華山成第一人 富豪拆閘　還路於民 （页面存档备份，存于），2011年7月29日
246. ↑  東方日報：山頂花園億元豪宅僭建 （页面存档备份，存于），2011年8月29日
247. ↑  太陽報：山頂億元豪宅也僭建 （页面存档备份，存于），2011年8月29日
248. ↑  太陽報：湯恩佳允拆僭建大閘 （页面存档备份，存于），2011年9月9日
249. ↑  東方日報：政情：湯恩佳拆大閘迎孔誕 （页面存档备份，存于），2011年9月9日
250. ↑  東方日報：會展也僭建 香港真失禮 （页面存档备份，存于），2011年10月8日
251. ↑  太陽報：會展也揭僭建失禮賓客 （页面存档备份，存于），2011年10月8日
252. ↑  太陽報：SUN熱辣：僭建招牌成公路殺手 （页面存档备份，存于），2011年10月19日
253. ↑  .   [2011-11-17]. （原始内容存档于2012-01-04）.
254. ↑  .   [2011-11-17]. （原始内容存档于2016-03-05）.
255. ↑  東方日報：公路僭建招牌 隨時車毀人亡 （页面存档备份，存于），2011年10月19日
256. ↑  蘋果日報：史泰祖否認佔官地 （页面存档备份，存于），2011年11月16日
257. ↑  東方日報：史泰祖別墅涉違規 限兩周糾正 （页面存档备份，存于），2011年11月16日
258. ↑  太陽報：史泰祖別墅涉霸官地遭追殺 （页面存档备份，存于），2011年11月16日
259. ↑  .   [2012-02-23]. （原始内容存档于2012-02-15）.
260. ↑  .   [2012-02-23]. （原始内容存档于2020-09-16）.
261. ↑  .   [2012-07-14]. （原始内容存档于2012-07-14）.
262. ↑  .   [2012-02-20]. （原始内容存档于2012-02-20）.
263. ↑  .   [2012-02-23]. （原始内容存档于2020-09-16）.
264. ↑  .   [2012-02-23]. （原始内容存档于2012-02-20）.
265. ↑  .   [2012-02-23]. （原始内容存档于2012-04-20）.
266. ↑  .   [2012-02-23]. （原始内容存档于2013-10-19）.
267. ↑  .   [2012-02-23]. （原始内容存档于2012-02-22）.
268. ↑  .   [2012-02-23]. （原始内容存档于2012-02-25）.
269. ↑  .   [2012-07-11]. （原始内容存档于2012-07-11）.
270. ↑  .   [2012-02-23]. （原始内容存档于2020-07-02）.
271. ↑  .   [2012-02-23]. （原始内容存档于2013-10-19）.
272. ↑  . 中国数字时代. 2012-02-17  [2012-02-23]. （原始内容存档于2020-09-10） （中文（简体））.

## 外部連結
- 頭條日報專題：僭建風波（页面存档备份，存于）
- 新浪香港新聞： 高官議員僭建成風、新界原居民誓保僭建物 、唐英年誠信危機、僭建零容忍、荔枝山莊拆無赦！、梁振英僭建風波
- 明報：偵查報道之僭建風波
- 東方日報：高官物業涉僭建（页面存档备份，存于）
- 香港記者協會：記者之聲僭建風波席捲全港　傳媒聯手踢爆（页面存档备份，存于）
- 香港電台「通識網」：僭建拆不盡，風波吹又生（页面存档备份，存于）
- 爭取新界屋宇僭建物合法化關注大聯盟（页面存档备份，存于）
- Facebook群組：NT關注組（页面存档备份，存于）